# José de Jáudenes y Nebot
José de Jáudenes y Nebot (Valencia, 26 de marzo de 1764 - Madrid, 11 de octubre de 1812) fue un diplomático y escritor español que sirvió como embajador de España en los Estados Unidos.

## Biografía

### Orígenes familiares
Hijo de Emilia Nebot y Antonio de Jáudenes y Amat, tuvo al menos dos hermanos: Tadeo y Vicente. Su mayor antepasado fue Antonio Jáudenes y Bellvis (nacido en Játiva en 1480), miembro de la alta nobleza valenciana con vínculos mallorquines y siempre al servicio de la Monarquía en labores militares y jurídicas. Su padre, el mencionado Antonio de Jáudenes y Amat, fue licenciado en Derecho y abogado de los Reales Consejos.

### Misión diplomática en los Estados Unidos
El 21 de mayo de 1785, el rey Carlos III lo acreditó como secretario del embajador Diego de Gardoqui ante el gobierno de George Washington en la entonces capital de los Estados Unidos, Filadelfia. El séquito de Diego de Gardoqui incluía a los encargados de negocios José Ignacio de Viar y José de Jaúdenes y Nebot, hoy considerados los embajadores sucesores de Gardoqui en el recién nacido país. Continuó con la labor iniciada por Gardoqui a las órdenes del Ministro de Asuntos Exteriores, el Conde de Floridablanca, quien fue el mando superior de Gardoqui desde antes de la independencia de aquellas tierras y la autoridad máxima de estos tres primeros embajadores. Estos emitieron permisos de transporte comercial por las aguas y tierras controladas entonces por España que se extendía desde Florida y todo el golfo de México hasta Canadá y desde el río Misisipi hasta todas las costas del Pacífico, cuando los enormes territorios reservados a los indígenas iban desde los Apalaches hasta el río Misisipi y los recién nacidos Estados Unidos eran unas pequeñas colonias en la costa nordeste conocida como Nueva Inglaterra.
Fue acreditado el 12 de febrero de 1791, y junto a José Ignacio de Vivar negoció el apoyo financiero de Carlos IV a la administración de George Washington. La autoridad de representación conjunta era válida hasta el 1 de diciembre de 1791. El 5 de marzo de 1794, el título de José Jáudenes fue elevado a Ministro Residente, y en julio de ese mismo año el Secretario de Estado, Manuel Godoy, envió instrucciones a Jáudenes y a Vivar para ofrecer al presidente estadounidense que enviase un embajador a Madrid y para entablar una alianza efectiva con la nueva nación a cambio de ciertas concesiones en el Misisipi.
El 31 de julio de 1784, se enviaron desde la Corte española diligencias para el inicio de las negociaciones de alianza con los Estados Unidos. Motivaba aquella alianza la peligrosa situación en que se encontraba España: combatía a Francia en los Pirineos miembro de una alianza internacional en la que se encontraba el Reino Unido, pero muchos había que exigían un fin del conflicto y un abandono del acuerdo con los británicos. Jáudenes retuvo aquellas instrucciones durante tres meses hasta que perdieron vigor con la excusa de no poder descifrar las partes codificadas. Enterados los estadounidenses de aquella artimaña, obligaron al ministro español a confesar y entregar la misiva el 25 de marzo de 1785. Ante esto, las conversaciones no llegaron a ningún punto. Jáudenes no tenía interés en pactar con los Estados Unidos, pues había conspirado contra la estabilidad del país apoyando secretamente la rebelión del whiskey, que había llevado a los Estados Unidos al borde de una guerra civil. En octubre de 1794, Jáudenes había recibido la visita de un emisario de los senadores de Kentucky, los cuales ansiaban su independencia del gobierno federal, y se ofrecían en alianza con España a cambio de la navegación del Misisipi y de la defensa de su independencia. Los secesionistas de Kentucky ambicionaban los territorios desde los Apalaches hasta el río Illinois; a cambio, éstos garantizaban el reconocimiento de los dominios españoles tanto por el actual estado de Wisconsin como la margen oriental del Misisipi. Además, quisieron reunirse con una delegación española en Nuevo Madrid cuanto antes. Por este motivo, Jáudenes no informó al gobierno federal de la oferta de Godoy. No fue la única vez que el embajador español medró a espaldas de la Corona; así, permitió que le llegase a Carlos IV una carta de un terrateniente protestante, Warner Mifflin, en la que le pedía que aboliese en sus estados la esclavitud. La ansiedad española por el acuerdo se acrecentó con el fin de la guerra con Francia tras la firma del Tratado de Basilea el 22 de julio de 1795 y el giro copernicano de la política exterior de la Monarquía, por lo que al poco se firmó el Tratado de San Lorenzo. En éste, España entregaba algunos fuertes del territorio del Misisipi, garantizaba la navegación de los estadounidenses por el río y zanjaba por unos años el debate sobre las fronteras de España con los Estados Unidos. 

Cambios territoriales tras el Tratado de San Lorenzo (1795).

Jáudenes casó con Louisa Carolina Matilda Stoughton y Fletcher, hija del cónsul de España en Boston, en 1795 en la iglesia de San Pedro de Nueva York, única iglesia católica en aquel nuevo y todavía pequeño país. La iglesia, semejante a otras que pueden verse por muchos países de América fue construida con los fondos de España; fue derribada tras un incendio y sustituida por una iglesia de estilo neoclásico. José de Jáudenes y Nebot y su esposa Matilda vivieron en Filadelfia en una casa propiedad de John Leamy, un empresario irlandés que al igual que su suegro John Stougton ocasionalmente comerciaban por aquellos mares. Adquirió en 1785 el 427 de Spruce Street de Filadelfia, y fue vecino del futuro presidente James Madison. En 1796 José encargó a Giuseppe Perovani un retrato de George Washington y lo envió a Manuel de Godoy, retrato que cuelga en la Real Academia de Bellas Artes de San Fernando de Madrid.    

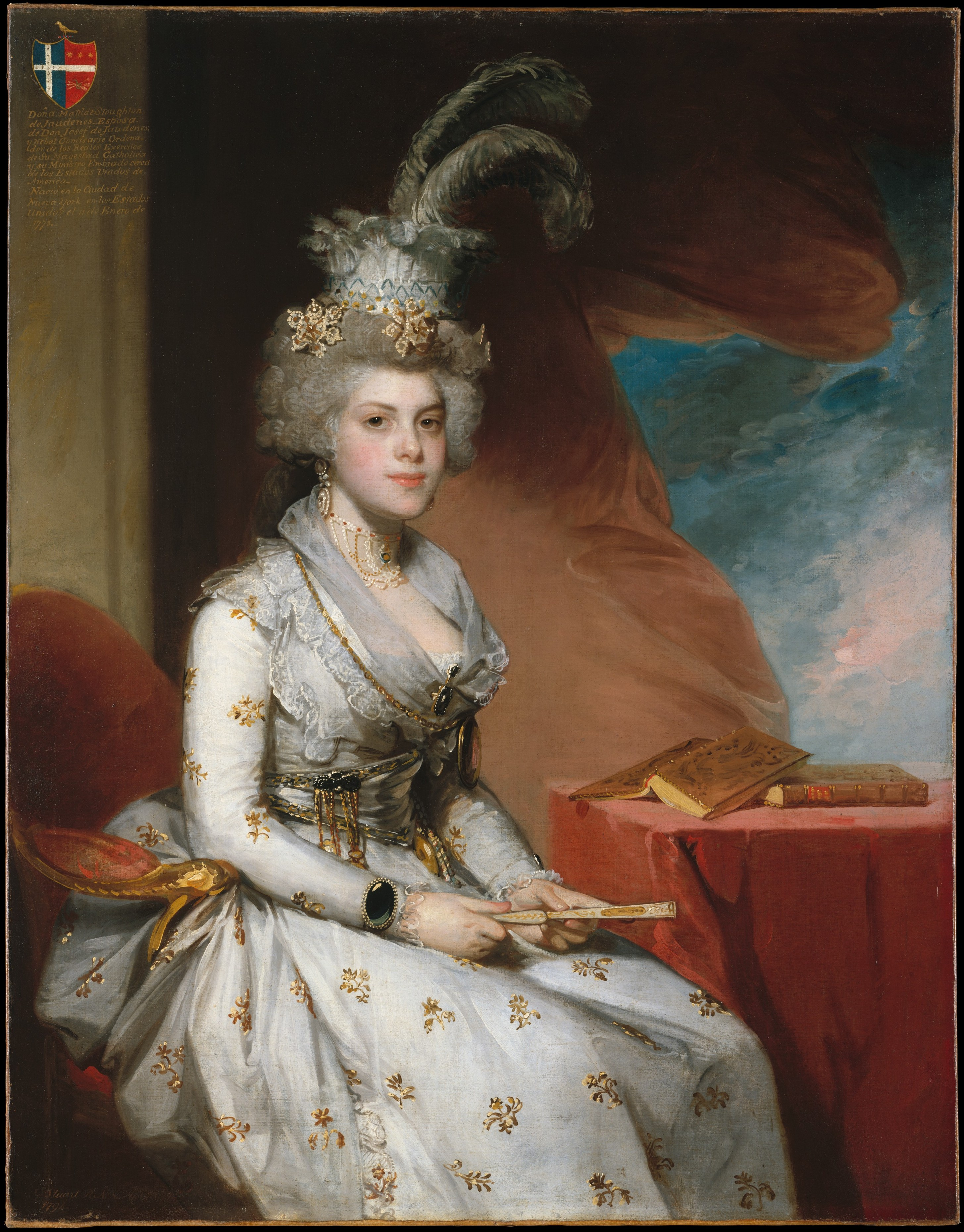
Matilda Stoughton de Jaudenes (1794), por Gilbert Stuart (Museo Metropolitano de Arte, Nueva York).

### Regreso a España
En 1796, José de Jaúdenes y Nebot hizo un viaje a España con la intención inicial de volver a Boston, pero durante la travesía marítima, que fue especialmente dura, el matrimonio decidió no volver a embarcar hacia América. Tras su vuelta a España, redactó algunos tratados sobre agricultura, comercio y el ejército en las Islas Baleares en los que defendía la eliminación de los impedimentos del crecimiento económico. Así lo muestra un documento del 25 de marzo de 1798 en el que defiende que quienes así lo quisieran podrían ejercer varios oficios siempre y cuando cumplieran con los requisitos demandados por las autoridades.  El 1 de marzo de 1796 fue nombrado intendente del ejército del reino de Mallorca. Entre 1798 y 1801 fue intendente general en Mallorca.
En 1803 se lo hizo caballero de la Orden de Carlos III en 1803. Entre 1804 y 1809 fue el vicedirector de la Sociedad Económica de Amigos del País de Mallorca. Este grupo redujo muchas de las trabas económicas existentes en las islas e introdujo nuevas técnicas y cultivos, como la patata o el algodón. Jáudenes y Nebot apoyó y participó en una compañía de estilo inglés, pero no llegó a funcionar. El 5 de marzo de 1805 Ignacio María Ruiz de Luzuriaga escribió a Manuel Godoy informándole de los dictámenes que la Academia había concluido acerca de las traducciones de Jáudenes de dos traducciones de la Enciclopedia británica sobre la fiebre amarilla y otras enfermedades «pútridas». En 1808, cuando se inició la Guerra contra el francés, fue miembro fundador y vocal de la Junta Suprema de Gobierno de las Baleares, y fue el encargado de recibir al vicealmirante inglés Thornbrough, cuando llegó a Mallorca para pactar con la Junta. Dejó varios trabajos impresos sobre el fomento de la economía insular. En 1809 abandonó Mallorca, al ser nombrado intendente del Ejército de Cataluña, con una importante cantidad de dinero obtenida de la venta de bienes eclesiásticos. Ocupó ese cargo hasta el 22 de enero de 1811, en que fue nombrado intendente del Ejército de Extremadura, puesto que ejerció hasta su muerte.

### Retratos de Gilbert Stuart
El famoso pintor inglés Gilbert Stuart pintó por encargo de José Jaudenes retratos de ambos esposos el día de su boda, con atuendos que contrastaban con los muy austeros y poco llamativos trajes de los famosos retratos de George Washington pintados por el mismo autor.
Estos dos extraordinarios retratos de los Jaudenes Stoughton fueron pintados en tamaños iguales para que fueran contemplados uno junto al otro. Ella mirando hacia la derecha y el hacia la izquierda. Los cuadros estuvieron en España y en propiedad de los descendientes de ambos hasta después de 1920 cuando fueron adquiridos por el Museo Metropolitano de Nueva York donde hoy se exhiben. Tuvieron ocho hijos y todos ellos vivieron siempre en España.